# Lillfettnern
Lillfettnern är en sjö i Vilhelmina kommun i Lappland och ingår i Ångermanälvens huvudavrinningsområde. Sjön har en area på 0,0792 kvadratkilometer och ligger 733,9 meter över havet. Lillfettnern ligger i Vardo- Laster- och Fjällfjällen Natura 2000-område. Sjön avvattnas av vattendraget Fettnerbäcken.

## Delavrinningsområde
Lillfettnern ingår i det delavrinningsområde (724139-145533) som SMHI kallar för Namn saknas. Medelhöjden är 819 meter över havet och ytan är 1,83 kvadratkilometer. Det finns ett avrinningsområde uppströms, och räknas det in blir den ackumulerade arean 3,5 kvadratkilometer. Fettnerbäcken som avvattnar avrinningsområdet har biflödesordning 2, vilket innebär att vattnet flödar genom totalt 2 vattendrag innan det når havet efter 401 kilometer. Avrinningsområdet består mestadels av skog (37 procent) och kalfjäll (59 procent). Avrinningsområdet har 0,08 kvadratkilometer vattenytor vilket ger det en sjöprocent på 4,4 procent.